# Sainte-Geneviè Sports
Sainte-Geneviève Sports is een Franse voetbalclub uit Sainte-Geneviève-des-Bois, de club werd opgericht in 1936. De clubkleuren zijn rood en wit. SGS Omnisports brengt meer dan 4000 atleten van 4 tot 80 jaar samen door 21 verschillende sporten aan te bieden in de vrije tijd of in competitie verband. Het is een van de oprichters van de Franse Federatie van Sportclubs. Anno 2020 speelt de ploeg in de Championnat National 2.

## Geschiedenis
De eerste ploeg is in 2003 gepromoveerd van DH naar CFA 2 en in 2005 van CFA 2 naar CFA.
Na vier seizoenen op dit niveau werd het team in mei 2009 gedegradeerd naar CFA 2 aan het einde van een zeer moeilijk seizoen waarin de genovéfains toch de 1/32 finale van de Coupe de France bereikten, uitgeschakeld door LOSC van Michel Bastos na te zijn teruggebracht tot tien in de 36e minuut na uitsluiting van Héritier Lunda.
Tijdens het seizoen 2005-2006 onderscheidden de Essonniens zich in de Coupe de France door het Laval-stadion en vervolgens in de Ligue 2 uit te schakelen namens de 8e ronde van de 1-0-competitie (het doel van Arnaud Lebrun tegen zijn kamp) daarna FC Mulhouse in de 1/32 finale met 5-0. "Sainte-Gene" werd vervolgens in de 1/16 finale uitgeschakeld door een "gewone" in de competitie: de RUFC Calais, 1-0 winnaar in het Robert-Bobin-stadion in Bondoufle, waar de wedstrijd was "verplaatst".
In 2017 promoveerde de ploeg naar Nationaal 2, waar de club speelde tot 2023..

## Trainers
- 1998-2002 :  Bernard Vendrely
- 2002-2008 :  Jean-Claude Fernandes
- 2007-2010 :  Isaac N'Gata
- 2008- :  Emmanuel Dorado

## Erelijst
- Vice-kampioen van DH Paris in 2002.
- Vice-kampioen van DH Paris in 2003 - Toetreding in CFA2 via de play-offs.
- Vice-kampioen van CFA2 Groep B in 2004
- Vice-kampioen van CFA2 Groep A in 2005 - Toetreding tot CFA via de play-offs.
- CFA2 Group E-kampioen in 2017
- Coupe de l'Essonne: 2004, 2013